# Восточный Гарлем
Восто́чный Га́рлем (также Испа́нский Гарлем, Эль Ба́ррио) — район Манхэттена в северо-восточной части Гарлема.
В восточном Гарлеме проживает крупнейшая диаспора латиноамериканцев в городе. Также в восточном Гарлеме проживает множество выходцев из Италии. Место их компактного проживания получило неофициальное прозвище Итальянский Гарлем. До 1950 года большинство жителей восточного округа составляли выходцы из Пуэрто-Рико. Раньше их называли «ньюриканцами», а позже — латиноамериканцами и латиноафриканцами. Восточный Гарлем располагается рядом с рекой Гарлем с северной стороны, 116 улицей и Пятой авеню с восточной стороны. По данным переписи населения за 2000 год, в восточном Гарлеме и части верхнего Ист-сайда проживало 117 743 человека. Свыше 25 % являются пуэрториканцами — это их самая высокая концентрация проживания во всём Нью-Йорке. Подавляющее большинство квартир арендуется.
Восточный Гарлем начал активно застраиваться в 1880 году и был первоначально заселён иммигрантами из Германии. Позже тут стали поселяться выходцы из Ирландии и Италии, а ещё позже — еврейские иммигранты. После Первой мировой войны и поныне восточный Гарлем интенсивно заселяется латиноамериканцами. Репутация района сильно страдает из-за своего исторического прошлого, полного насилий и преступлений. Несмотря на то, что в последние 25 лет[когда?] уровень преступности в районе не превышает среднего по городу, потенциальные жители продолжают считать этот район «неблагополучным», из-за чего цена недвижимости здесь ниже, чем в соседних районах.

## История

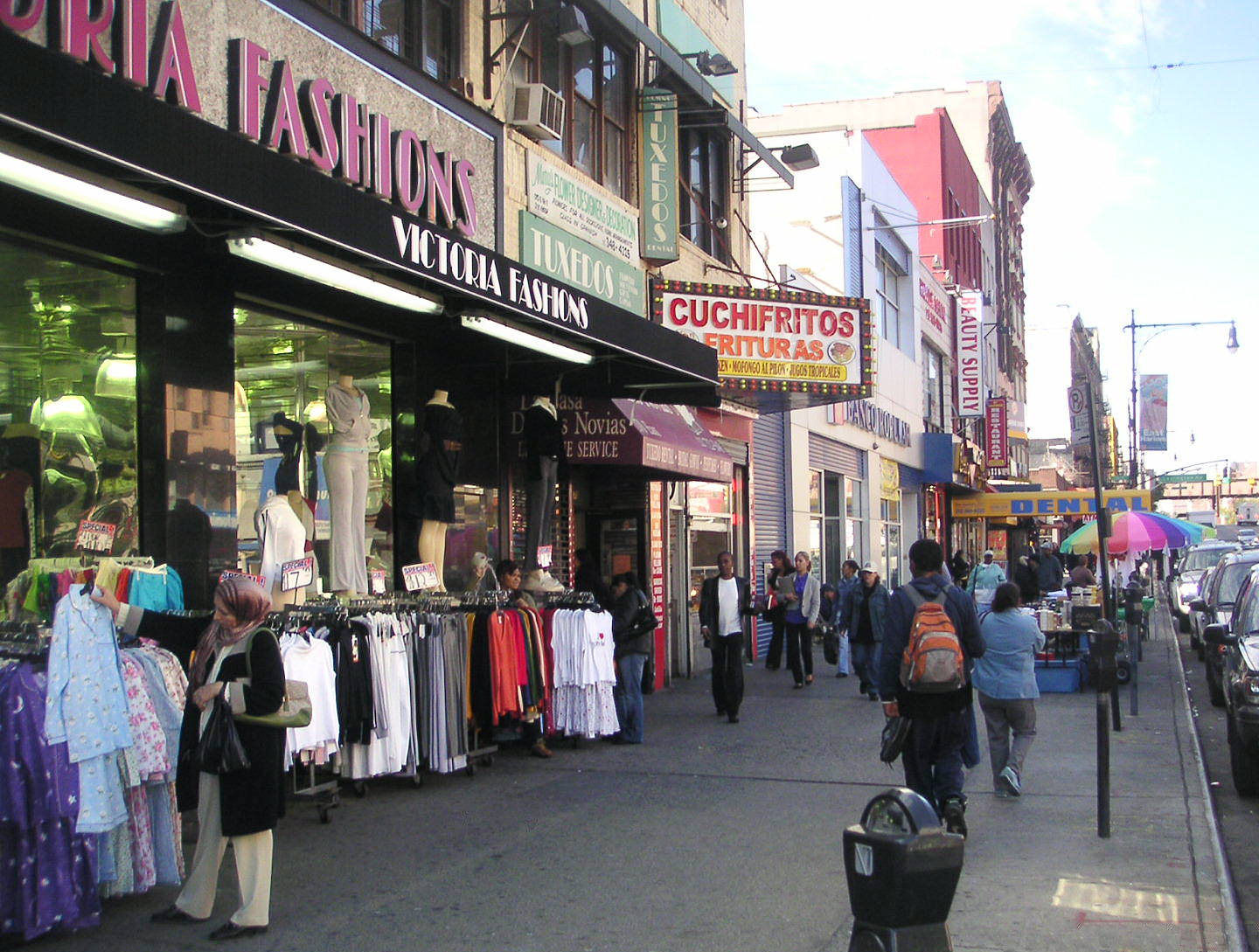
116-я улица или испанский Гарлем

В 1960 и 1970 годах данный район считался одним из самых криминальных в городе. Здесь достаточно часто происходили межнациональные конфликты и бандитские разборки. Дома были перенаселены, и многие находились в аварийном состоянии. В районе хозяйствовала бандитская группировка «Молодые властители» (Young Lords), которая сотрудничала с «чёрными пантерами». Здесь проходили благотворительные программы, такие как бесплатные завтраки для голодных детей, бесплатная медицинская помощь бедным семьям. Сегодня здесь промышляет банда Лэтин Кингз. На сегодняшний день в районе остаются социальные проблемы, однако их масштаб меньше, чем прежде. Так, к 1990 году уровень нищеты и преступности по сравнению с 1960 годом снизился на 70 %. Весомую роль в этом сыграли два новых полицейских участка. Район также является популярным местом проведения телешоу. 
В 2006 году несколько крупных строительных компаний занялись программой обновления района. Были выкуплены тысячи квартир, проведены строительные работы, многие здания были полностью перестроены. На данный момент район считается одним из четырёх самых перспективных  с точки зрения роста цены на недвижимость.